# 이종래
이종래(1963년 7월 5일 ~ )는 대한민국의 영화 배우이다.
- 1984년 북아메리카 미국으로 이민 하여 미국 로스앤젤레스 연극배우 첫 데뷔 하였다.

## 출연

### 영화
- 1991년 《푸른 옷소매》 ... 유 하사 역
- 1994년 《커피 카피 코피》 ... 서 과장 역
- 1999년 《닥터 K》 ... 박수무당 역
- 1999년 《주유소 습격 사건》 ... 야구 감독 역
- 2000년 《공포 택시》 ... 오 사장 역
- 2001년 《선물》 ... 의사 2 역
- 2001년 《인디안 썸머》 ... 법정 변호사 역
- 2002년 《긴급조치 19호》 ... 서울 경찰서 형사 역
- 2002년 《광복절 특사》 ... 빵가게 주인 역
- 2003년 《선생 김봉두》 ... 중년 동문 역
- 2004년 《맹부삼천지교》 ... 의사 역
- 2004년 《귀신이 산다》 ... 중년 남 역
- 2007년 《색즉시공 2》 ... 의사 2 역
- 2008년 《대한이, 민국씨》 ... 새아버지 역

### 방송
- 1998년 KBS2 《긴급구조 119》
- 1999년 MBC 《허준》 ... 장만수의 하인/포도청 관원 역
- 2000년 KBS2 《꼭지》 ... 산부인과 의사 역
- 2000년 KBS2 《소설 목민심서》
- 2001년 MBC 《상도》
- 2002년 KBS2 《태양인 이제마》 ... 만복 부 역
- 2002년 KBS2 《러빙유》
- 2002년 SBS 《야인시대》... 허성탁 역
- 2002년 KBS2 《KBS 드라마시티 - 잘가요 내사랑》 ... 교직원 역
- 2002년 KBS2 《장희빈》
- 2003년 MBC 《회전목마》
- 2003년 MBC 《대장금》
- 2004년 MBC 《영웅시대》
- 2004년 KBS2 《해신》
- 2005년 MBC 《제5공화국》
- 2006년 SBS 《불량가족》
- 2006년 SBS 《연개소문》... 만치 역
- 2006년 MBC 《90일, 사랑할 시간》 ... 고급 레스토랑 매니저 역
- 2007년 MBC 《히트》 ... 경찰 역
- 2007년 KBS1 《미우나 고우나》
- 2008년 MBC 《내 여자》 ... 최충기 사장 역
- 2009년 SBS 《카인과 아벨》
- 2009년 KBS1 《다함께 차차차》
- 2009년 KBS2 《솔약국집 아들들》 ... 오디션 심사위원 역
- 2009년 MBC 《지붕뚫고 하이킥!》 ... 의사 역 (특별출연)
- 2010년 SBS 《검사 프린세스》 ... 박유철 역
- 2010년 MBC 《동이》
- 2010년 SBS 《자이언트》
- 2011년 SBS 《파라다이스 목장》 ... 동인그룹 이사 역
- 2011년 MBC 《반짝반짝 빛나는》 ... 안과의사 역
- 2011년~2012년 MBC 《애정만만세》 ... 베스트창업투자 본부장 역
- 2011년 SBS 《보스를 지켜라》 ... DN그룹 임원 역
- 2012년 KBS2 《넝쿨째 굴러온 당신》 ... 의사 역
- 2012년 MBC 《신들의 만찬》 ... 윤 회장 역
- 2012년 SBS 《유령》
- 2012년 KBS2 《빅》 ... 의사 역
- 2012년 MBC 《골든타임》 ... 강재인 작은 할아버지 역
- 2012년 MBC 《마의》
- 2012년 MBC 《오자룡이 간다》 ... 최정도 역
- 2013년 MBC 《백년의 유산》 ... 홍종구 변호사 역
- 2013년 MBC 《불의 여신 정이》
- 2013년 JTBC 《그녀의 신화》 ... 강 박사 역
- 2014년 KBS1 《정도전》 ... 이수산 역
- 2014년 MBC 《앙큼한 돌싱녀》 ... 회사 이사 역
- 2014년 JTBC 《12년만의 재회: 달래 된, 장국》 ... HK그룹 전무이사 역
- 2014년 MBC 《호텔킹》
- 2014년 MBC 《개과천선》 ... 대법관 역
- 2014년 MBC 《운명처럼 널 사랑해》 ... 장인화학 주주 역
- 2014년~2015년 MBC 《전설의 마녀》 ... 조문객 역

### CF
- 1992년 한국피자헛 런치세트
- 1994년 대웅제약 베아제